# Christian Hirschbühl
Christian Hirschbühl (Bregenz, 19 april 1990) is een Oostenrijkse alpineskiër. Hij vertegenwoordigde zijn vaderland op de Olympische Winterspelen 2018 in Pyeongchang.

## Carrière
Hirschbühl maakte zijn wereldbekerdebuut in januari 2015 in Wengen. In oktober 2015 scoorde hij in Sölden zijn eerste wereldbekerpunten. In januari 2016 behaalde de Oostenrijker in Kitzbühel zijn eerste toptienklassering in een wereldbekerwedstrijd. Tijdens de Olympische Winterspelen van 2018 in Pyeongchang wist Hirschbühl op de reuzenslalom, zijn enige onderdeel, niet te finishen.
Op de wereldkampioenschappen alpineskiën 2019 in Åre eindigde hij als elfde op de slalom. In de landenwedstrijd veroverde hij samen met Franziska Gritsch, Katharina Liensberger, Katharina Truppe, Michael Matt en Marco Schwarz de zilveren medaille. Op 14 november 2021 boekte de Oostenrijker in Lech/Zürs zijn eerste wereldbekerzege. Het was de enige parallelreuzenslalom van het seizoen.

## Resultaten

### Olympische Winterspelen
| Jaar | Plaats      | Resultaten       |
| ---- | ----------- | ---------------- |
| 2018 | Pyeongchang | DNF Reuzenslalom |

### Wereldkampioenschappen
| Jaar | Plaats | Resultaten                   |
| ---- | ------ | ---------------------------- |
| 2019 | Åre    | 11e Slalom · Landenwedstrijd |

### Wereldbeker
Eindklasseringen
| Seizoen   | Algm | SL  | RS  | PAR  |
| --------- | ---- | --- | --- | ---- |
| 2015/2016 | 95e  | 34e | 41e |      |
| 2016/2017 | 76e  | 28e | 57e |      |
| 2017/2018 | 60e  | 26e | 56e |      |
| 2018/2019 | 37e  | 13e | –   |      |
| 2019/2020 | 85e  | 33e | –   | 29e  |
| 2020/2021 | 56e  | 25e | –   | 8e   |
| 2021/2022 | 71e  | 51e | –   | Goud |

Wereldbekerzeges
| Datum            | Plaats    | Onderdeel      |
| ---------------- | --------- | -------------- |
| 14 november 2021 | Lech/Zürs | Parallelslalom |